# Ruth Nelson
Ruth Nelson est une actrice américaine née le 2 août 1905 à Saginaw, Michigan (États-Unis) et morte le 12 septembre 1992 à New York (New York).

## Filmographie
- 1943 : L'Étoile du Nord (The North Star) : Nadya Simonova
- 1944 : None Shall Escape : Alice Grimm
- 1944 : The Eve of St. Mark : Nell West
- 1944 : Le Président Wilson (Wilson) d'Henry King : Ellen Wilson
- 1944 : Les Clés du royaume (The Keys of the Kingdom) de John M. Stahl : Mrs. Chisholm, Francis' mother
- 1945 : Le Lys de Brooklyn (A Tree Grows in Brooklyn) d'Elia Kazan : Miss McDonough
- 1945 : The Girl of the Limberlost : Kate Comstock
- 1946 : Voyage sentimental (Sentimental Journey) : Mrs. McMasters
- 1946 : Jusqu'à la fin des temps (Till the End of Time) : Amy Harper
- 1946 : Humoresque : Esther Boray
- 1947 : Le Maître de la prairie (Sea of grass) : Selina Hall, Sam Hall's Wife
- 1947 : Maman était new-look (Mother Wore Tights) : Miss Ridgeway
- 1948 : Arc de triomphe (Arch of Triumph) : Madame Fessier
- 1977 : Le Chat connaît l'assassin (The Late Show) : Mrs. Schmidt
- 1977 : Trois femmes (3 Women) : Mrs. Rose
- 1978 : Un mariage (A Wedding) de Robert Altman : Beatrice Sloan Cory
- 1980 : A Christmas Without Snow (TV) : Inez
- 1981 : Skokie, le village de la colère (Skokie) (TV) : Grandma Jannsen
- 1983 : The Haunting Passion (TV) : Judith Granville
- 1990 : L'Éveil (Awakenings) : Mrs. Lowe
- 1991 : Lethal Innocence (TV) : Bernice